# Scorpiurus minimus
Scorpiurus minimus är en ärtväxtart som beskrevs av A.S.Losina- Losinskaja. Scorpiurus minimus ingår i släktet skorpionärter, och familjen ärtväxter. Inga underarter finns listade i Catalogue of Life.